# Eleanor Powell
Eleanor Powell, född 21 november 1912 i Springfield, Massachusetts, död 11 februari 1982 i Beverly Hills, Los Angeles, Kalifornien, var en amerikansk dansare och skådespelare. Powell är främst känd för sina steppdansnummer i musikfilmer från 1930- och 1940-talet, hennes första större framträdande på film var som dansare i George White's Scandals (1935). Hon kom att bli en av Metro-Goldwyn-Mayers främsta dansstjärnor under Hollywoods gyllene era, i en serie musikalfilmer skräddarsydda speciellt för sina talanger, som Mitt liv är en dans (1936), Broadways melodi 1938 (1937) och Rosalie (1937).
Powell började dansa som elvaåring, debuterade på Broadway vid sjutton års ålder och filmdebuterade 1935, där hon lanserades som "världens bästa steppdansös". Med sin utstrålning, långa ben och välsvarvade figur dansade hon sig igenom ett dussintal filmer, men hennes popularitet avtog i början på 1940-talet då biopubliken började tröttna på steppfilmer.
Eleanor Powell drog sig tillbaka från filmen 1943 för att gifta sig med Glenn Ford och medverkade sedan bara i en enda film. Hon och Ford skilde sig 1959 och hon gjorde en kort men framgångsrik comeback på nattklubbar i Las Vegas och New York. Resten av sitt liv ägnade hon sig åt välgörenhets- och kyrkligt arbete, hon gifte aldrig om sig.

## Filmografi i urval
- 1930 – Queen High
- 1935 – George White's 1935 Scandals
- 1935 – Broadways melodi 1936
- 1936 – Mitt liv är en dans
- 1937 – Rosalie
- 1937 – Broadways melodi 1938
- 1939 – Honolulu
- 1940 – Broadways melodi 1941
- 1941 – Lätt på foten
- 1942 – På väg till Porto Rico
- 1943 – Soldatflamman
- 1943 – Han som gjorde't
- 1944 – Sensation 1945
- 1950 – Ur vattnet i elden